# João do Rio
João do Rio, pseudônimo de João Paulo Emílio Cristóvão dos Santos Coelho Barreto (Rio de Janeiro, 5 de agosto de 1881 — 23 de junho de 1921), foi um jornalista, cronista, contista, romancista, tradutor e teatrólogo brasileiro. Considerado um pioneiro da crônica reportagem, ele era membro da Academia Brasileira de Letras, tendo sido o membro mais jovem a ser eleito para compor a instituição.
Homem mestiço de pele clara, de origem humilde e compreendido como homossexual, Paulo Barreto enfrentou estereótipos e discriminações, conquistando a ascensão social através de seu trabalho como jornalista. Seus escritos retratavam principalmente a sociedade carioca em seus hábitos, costumes e rituais, focando em seus membros mais requintados e nos mais pobres. Publicou, em vida, extensa bibliografia, tendo feito do jornalismo sua principal fonte de renda. 

## Biografia
Filho de Alfredo Coelho Barreto, professor de matemática e positivista, e da dona de casa Florência dos Santos Barreto, Paulo Barreto nasceu na rua do Hospício, 284 (atual rua Buenos Aires, no Centro do Rio). Estudou Português no Colégio São Bento, onde começou a exercer seus dotes literários, e aos 15 anos prestou concurso de admissão ao Ginásio Nacional (hoje, Colégio Pedro II).
Em 1 de junho de 1899, com 17 anos incompletos, teve seu primeiro texto publicado em O Tribunal, jornal de Alcindo Guanabara. Assinado com seu próprio nome, era uma crítica intitulada Lucília Simões sobre a peça Uma Casa de Bonecas, de Ibsen, então em cartaz no teatro Santana (atual Teatro Carlos Gomes).
Prolífico escritor, entre 1900 e 1903 colaborou sob diversos pseudônimos com vários órgãos da imprensa carioca, como O Paiz, O Dia, Correio Mercantil, O Tagarela e O Coió. Em 1903 foi indicado por Nilo Peçanha para a Gazeta de Notícias, onde permaneceu até 1913. Foi neste jornal que, em 26 de novembro de 1903, nasceu João do Rio, seu pseudônimo mais famoso, assinando o artigo "O Brasil Lê", uma enquete sobre as preferências literárias do leitor carioca. E, como indica Gomes (1996, p. 84), "daí por diante, o nome que fixa a identidade literária engole Paulo Barreto. Sob essa máscara publicará todos os seus livros e é como granjeia fama. Junto ao nome o nome da cidade". E é como João do Rio que assina o texto do magnífico álbum sobre o Theatro Municipal do Rio de Janeiro, lançado pela Photo Musso em 1913. Ali divergiu de seu amigo e colega teatrólogo Artur Azevedo, ao elogiar o pano de boca do Theatro, pintado por Eliseu Visconti, obra cuja concepção havia sido ferozmente atacada por Artur Azevedo antes de sua morte, em 1908.

### O jornalista
Segundo seus biógrafos, ao profissionalizar-se, Paulo Barreto representou o surgimento de um novo tipo de jornalista na imprensa brasileira do início do século XX. Até então, o exercício do jornalismo e da literatura por intelectuais era encarado como "bico", uma atividade menor para pessoas que possuíam muitas horas vagas à disposição (como funcionários públicos, por exemplo). Paulo Barreto move a criação literária para o segundo plano e passa a viver disso, empregando seus pseudônimos (mais de onze) para atrair diversos públicos e leitores. Foi diretor da revista Atlantida (1915-1920), contribuiu para a fundação do jornal A Noite e colaborou na revista Serões (1901-1911).

#### As Religiões no Rio
Entre 22 de fevereiro e abril de 1904, realizou uma série de reportagens intituladas "As Religiões no Rio", que além de seu caráter de "jornalismo investigativo", constituem-se em importantes análises de cunho antropológico e sociológico, cedo reconhecidas como tal, particularmente no tocante as quatro matérias pioneiras sobre os cultos africanos na Pequena África, que antecedem em mais de um quarto de século as publicações de Nina Rodrigues sobre o tema (além de que, a obra de Rodrigues ficou praticamente restrita aos círculos acadêmicos baianos).
Estudiosos apontaram semelhanças entre "As religiões do Rio" e o livro "Les petites réligions de Paris" (1898), do francês Jules Bois. Todavia, a semelhança parece estar muito mais na ideia geral (uma investigação sobre as manifestações religiosas minoritárias numa grande cidade) do que no plano da realização formal.
A série de reportagens despertou tamanha curiosidade que Paulo Barreto a publicou em livro, tendo vendido mais de oito mil exemplares em seis anos. A proeza é impressionante mesmo no mercado editorial contemporâneo, mas torna-se ainda mais impressionante levando-se em conta o restrito público leitor da época, num país com elevadas taxas de analfabetismo.
Alguns biógrafos criticam o cronista pelo fato de que, ao perceber o filão representado pela publicação de coletâneas (algo que se tornaria comum na segunda metade do século XX), Paulo Barreto tenha descoberto uma "fórmula" para inflacionar a própria bibliografia. Todavia, uma análise das coletâneas publicadas ao tempo de sua curta vida repele tal afirmação. Primeiro, ele fazia uma seleção dos textos que iriam ser publicados; e, segundo, os textos selecionados possuíam unidade entre si, concordante com o título geral da obra e previamente justificados por um parágrafo introdutório.

### O imortal
Eleito para a Academia Brasileira de Letras em sua terceira tentativa, em 1910, Paulo Barreto foi o acadêmico mais jovem a ser eleito para ingressar na instituição e o primeiro a tomar posse usando o hoje famoso "fardão dos imortais". Anos depois, com a eleição de seu desafeto, o poeta Humberto de Campos, ele se afastou da instituição. Conta-se que, quando informada de sua morte, a mãe avisou expressamente que o velório não poderia ser feito lá, pois o filho não aprovaria a ideia.

### Acusações de homossexualidade
A orientação sexual de Paulo Barreto desde cedo constituiu-se em motivo de suspeita (e, posteriormente, de troça) entre seus contemporâneos. Solteiro, sem namorada ou amante conhecidas, muitos de seus textos deixam transparecer uma inclinação homoerótica bastante explícita. As suspeitas praticamente se confirmaram quando ele se arvorou em divulgador na terra brasileira, da obra do "maldito" Oscar Wilde, de quem traduziu várias obras.
Figura ímpar, que se vestia e se comportava como um "dândi de salão" (Rodrigues, 1996, p. 239), Paulo Barreto jamais ousou desafiar os estereótipos com os quais a sociedade rotula os homossexuais. Todavia, ao se propor a defender novas ideias nos campos político e social, sua figura "volumosa, beiçuda, muito moreno, lisa de pelo" (como registrou Gilberto Amado) tornou-se um alvo perfeito para toda sorte de racistas e homofóbicos reacionários, dentre eles, Humberto de Campos.
É nesse contexto que se insere seu suposto flerte com Isadora Duncan, que apresentou-se no Theatro Municipal do Rio de Janeiro em 1916. Duncan e Barreto já haviam se conhecido anteriormente, em Portugal, mas foi somente durante a temporada no Rio que se tornaram íntimos. O grau dessa intimidade é um mistério. Especula-se que tudo poderia não ter passado de uma "jogada de marketing" para atrair a atenção da imprensa, embora outras fontes citem um diálogo em que a bailarina teria interpelado Barreto sobre sua suposta pederastia, ao que ele teria respondido: Je suis trés corrompu ("Sou completamente corrupto").

### O paladino
Em 1920, Paulo Barreto fundou o jornal A Pátria (chamado ironicamente de A Mátria por seus detratores), no qual buscou defender os interesses dos "poveiros", pescadores lusos oriundos em sua maioria de Póvoa de Varzim, e que abasteciam de pescado a cidade do Rio de Janeiro. Ameaçados por uma lei de nacionalização do governo brasileiro, que exigia que a pesca fosse exercida apenas por nacionais, e os obrigava a naturalizar-se para poder continuar na profissão, os "poveiros" entraram em greve.
A atividade de Barreto em prol da colônia portuguesa granjeou-lhe grande quantidade de inimigos, um sem-número de ofensas morais ("manta de banha com dois olhos" foi uma das mais leves) e até mesmo um covarde episódio de agressão física, quando, surpreendido enquanto almoçava sozinho num restaurante, foi surrado por um grupo de nacionalistas.

### A morte de João do Rio
Obeso, Paulo Barreto sentiu-se mal durante todo o dia 23 de junho de 1921. Ao pegar um táxi, o mal-estar aumentou e ele pediu ao motorista que parasse e lhe trouxesse um copo d'água. Antes que o socorro chegasse, no entanto, ele faleceu, vítima de um enfarte do miocárdio fulminante.
A notícia de que João do Rio havia morrido espalhou-se por toda a cidade rapidamente. O velório ocorreu na sede do jornal por ele fundado, de onde saiu o cortejo para o cemitério São João Batista, em Botafogo . Estima-se que cerca de 100 mil pessoas tenham comparecido para o último adeus ao escritor que, certa feita, sob o pseudônimo de Godofredo de Alencar, havia registrado sua opção preferencial pela diversidade:
Nas sociedades organizadas interessam apenas: a gente de cima e a canalha. Porque são imprevistos e se parecem pela coragem dos recursos e a ausência de escrúpulos. (Gomes, 1996, p. 29).

#### Homenagens póstumas
Os restos de João do Rio encontram-se sepultados em uma magnífica tumba de mármore italiano e bronze, erguida por ordem de sua mãe, no Cemitério de São João Batista, no bairro de Botafogo. Também por ordem de sua mãe, a biblioteca de João do Rio foi doada ao Real Gabinete Português de Leitura, onde ainda hoje pode ser vista uma placa comemorativa do ato. O túmulo de João do Rio é considerado um dos mais belos trabalhos de arte funerária no Rio de Janeiro e atrai muitos visitantes.

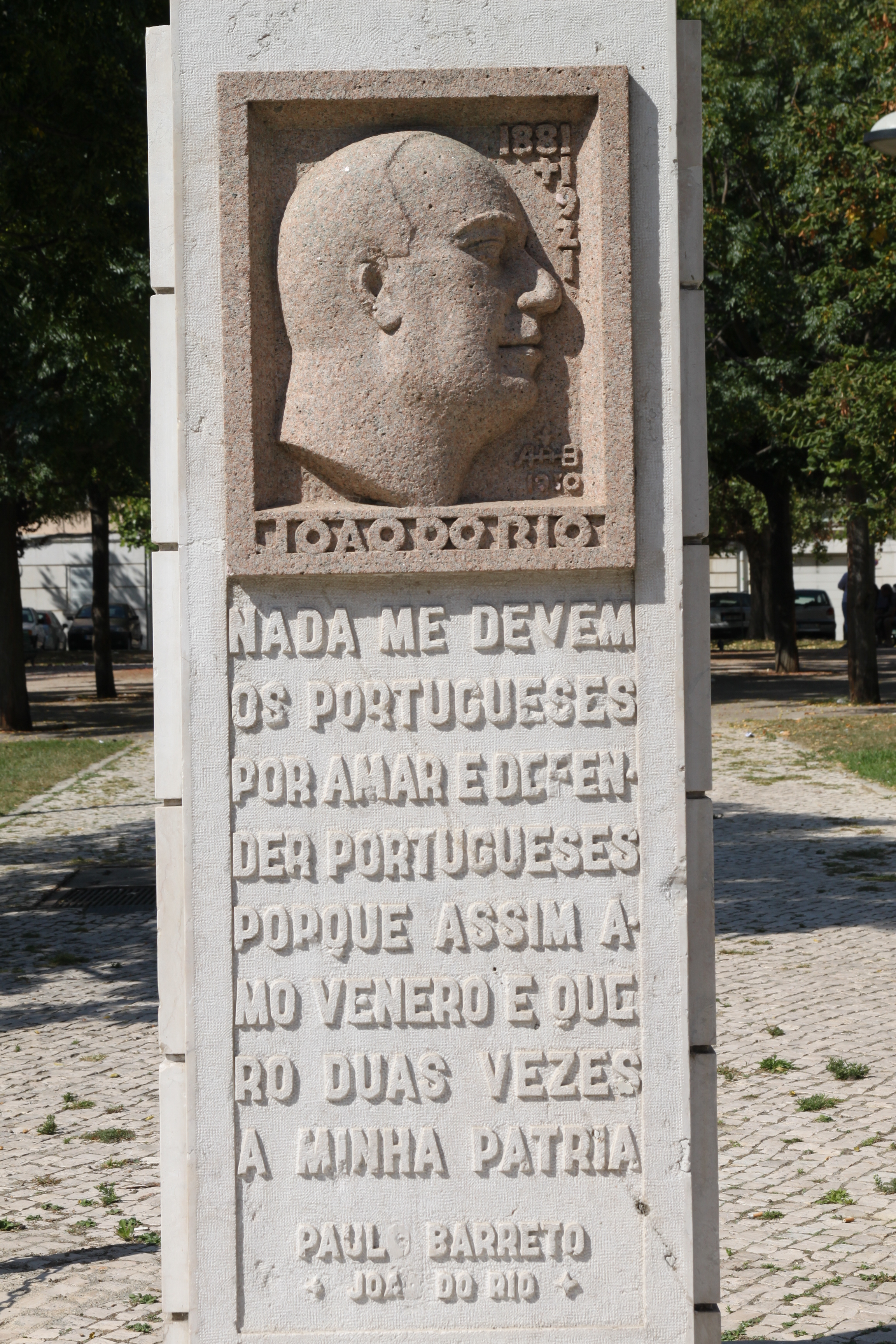
Pedestal em homenagem a João do Rio na praça com o seu nome, Lisboa, Portugal

O nome Paulo Barreto batiza uma rua inexpressiva no mesmo bairro de Botafogo. Como apontou Graciliano Ramos, "a homenagem que lhe tributaram é modesta: ofereceram-lhe uma rua curta" (Gomes, 1996, p. 11). A Póvoa de Varzim, em Portugal, também deu o seu nome a uma pequena rua mesmo no centro da cidade, junto à Câmara Municipal. 
Em Lisboa, Portugal, encontra-se em sua homenagem a Praça João do Rio onde se situa um pequeno monumento em sua honra contendo as suas seguintes palavras: "Nada me devem os portugueses por amar e defender portugueses, porque assim amo, venero e quero duas vezes a minha pátria".
João do Rio é patrono da cadeira número 34 da Academia Irajaense de Letras e Artes (AILA) ocupada pelo escritor e poeta acadêmico Agostinho Rodrigues, fundador da entidade, em 1993.
Em 2021, ano que marca o centenário de sua morte, João do Rio mereceu uma exposição virtual no Museu Bajubá, intitulada Cintilando e Causando Frisson, onde é demonstrado o seu comprometimento com as questões sociais de sua época e recuperada a memória de áreas da cidade que ele registrou em suas crônicas e, como ele, alvo de apagamento.
Duas biografias sobre João do Rio já foram publicadas no formato de livro. João Carlos Rodrigues é autor do livro "João do Rio, uma biografia", publicado originalmente em 1996, pela Editora TopBooks. Em 2023, Fabiano Ormaneze publicou, pela Editora Mostarda, o livro "João, João do Rio", biografia do jornalista voltada ao público infantojuvenil. 
Em 2024, a Feira Literária de Paraty anunciou que João do Rio será o autor homenageado na 22ª edição da maior festa literária do país.  

## Cronologia
- 1881: nasce em 5 de agosto.
- 1896: presta concurso para o Ginásio Nacional (Colégio Pedro II).
- 1898: morre Bernardo Gutemberg, irmão caçula de Paulo Barreto.
- 1899: em 1 de junho publica seu primeiro texto.
- 1900: começa a escrever para vários órgãos da imprensa carioca.
- 1902: tenta entrar para o Itamaraty, mas é "diplomaticamente" recusado pelo Barão do Rio Branco por ser "gordo, amulatado e homossexual" (Gomes, 1996, p. 114).
- 1903: indicado por Nilo Peçanha, começa a trabalhar na Gazeta de Notícias, onde permaneceria até 1913.
- 1904: entre fevereiro e março, realiza para a Gazeta a série de reportagens "As religiões do Rio", posteriormente transformadas em livro.
- 1905: em novembro, torna-se conferencista. Além disso, entre os meses de abril e junho na revista ilustrada Kósmos, é publicada a sua primeira tradução, a peça dramática Salomé a partir do texto em língua inglesa Salomé, escrita por Oscar Wilde.
- 1906: estreia sua primeira peça teatral, a revista Chic-Chic (escrita em parceria com o jornalista J. Brito).
- 1907: o drama Clotilde, de sua autoria, é encenado no teatro Recreio Dramático. No mesmo ano, ele se candidata pela segunda vez à Academia Brasileira de Letras.
- 1908: é lançado, pela editora H. Garnier, a tradução Salomé em formato de livro. Em dezembro, faz sua primeira viagem à Europa, tendo visitado Portugal, Londres e Paris.
- 1909: em março, morre o pai e Paulo e sua mãe mudam-se para a Lapa (em casa separadas, contudo). Em novembro, lança o livro de contos infantis Era uma vez..., em parceria com Viriato Correia.
- 1910: é eleito para a Academia Brasileira de Letras. Em dezembro, faz sua segunda viagem à Europa e visita Lisboa, Porto, Madri, Barcelona, Paris, a Riviera[desambiguação necessária] e a Itália.
- 1911: com um empréstimo de 20 contos de réis fornecido por Paulo Barreto, Irineu Marinho deixa a Gazeta e lança em junho o jornal A Noite. Um ano depois, ele quitou totalmente o empréstimo.
- 1912: é lançado o livro Intenções, de Oscar Wilde, em tradução de Paulo Barreto.
- 1913: torna-se correspondente estrangeiro da Academia de Ciências de Lisboa. Em novembro, faz sua terceira viagem à Europa, tendo visitado Lisboa (onde sua peça A bela Madame Vargas é encenada com grande sucesso), Paris, Alemanha, Istambul, Rússia, Grécia, Jerusalém e Cairo.
- 1915: viaja à Argentina e se encanta com o país. Declara que "Buenos Aires é a Londres gaúcha" (Gomes, 1996, p, 120).
- 1915: diretor, juntamente com João de Barros, do periódico Atlântida : mensário artístico literário e social para Portugal e Brazil (15.11.1915-01.1920).
- 1916: torna-se amigo de Isadora Duncan, durante a temporada dela no Teatro Municipal do Rio de Janeiro. Ao lado de Gilberto Amado, teria testemunhado a bailarina dançar nua na Cascatinha da Tijuca. Muito especulou-se sobre o romance dos dois sem, contudo, este haver confirmado-se ou desmentido-se.
- 1917: em 22 de maio escreve para O Paiz uma crônica intitulada "Praia Maravilhosa" onde exalta as maravilhas da praia de Ipanema. É presenteado com dois terrenos no futuro bairro, onde passa a residir neste ano. Funda e passa a dirigir a SBAT (Sociedade Brasileira de Autores Teatrais).
- 1918: viaja à Europa para cobrir a conferência do armistício em Versalhes, após a I Guerra Mundial.
- 1919: publica o livro de contos A mulher e os espelhos.
- 1920: funda o jornal A Pátria, onde defende a colônia portuguesa. Por causa disso, é vítima de ofensas morais e agressão física.
- 1921: lança o compilado de contos Rosário da Ilusão. Em 23 de junho, morre de enfarte fulminante. Seu enterro é acompanhado por mais de 100 mil pessoas.
- 1932: publicação póstuma, é lançado um compilado de contos inéditos de Paulo Barreto com o nome de Celebridades, desejos.

## Representações na cultura
João do Rio já foi retratado como personagem no cinema, interpretado por José Lewgoy no filme Tabu (1982). No filme Brasília 18% (2006), Otávio Augusto interpreta uma personagem homônima, que no entanto pouco ou nada se relaciona à figura histórica.

## Obras
- As Religiões no Rio. Paris: Garnier, 1904?
- O Momento Literário. Paris: Garnier, 1905?
- A Alma Encantadora das Ruas. Paris: Garnier, 1908.?
- Era uma vez... (em co-autoria com Viriato Correia). Rio de Janeiro: Francisco Alves, 1909.
- Cinematographo: crônicas cariocas. Porto: Lello & Irmão, 1909.
- Fados, canções e danças de Portugal. Paris: Garnier, 1910.
- Dentro da noite. Paris: Garnier, 1910.?
- A profissão de Jacques Pedreira. Paris: Garnier, 1911.
- Psicologia urbana: O amor carioca; O figurino; O flirt; A delícia de mentir; Discurso de recepção. Paris: Garnier, 1911.
- Vida vertiginosa. Paris: Garnier, 1911.
- Portugal d'agora. Paris: Garnier, 1911.
- Os dias passam.... Porto: Lello & Irmão, 1912.
- A Bela Madame Vargas. Rio de Janeiro: Briguiet, 1912?
- Eva. Rio de Janeiro: Villas Boas, 1915.
- Crônicas e frases de Godofredo de Alencar. Lisboa: Bertrand, 1916?
- Pall-Mall Rio: o inverno carioca de 1916. Rio de Janeiro: Villas Boas, 1917.
- Nos tempos de Venceslau. Rio de Janeiro: Villas Boas, 1917.
- Sésamo. Rio de Janeiro: Francisco Alves, 1917.
- A correspondência de um estação de cura. Rio de Janeiro: Leite Ribeiro & Maurílio, 1918.
- A mulher e os espelhos. Lisboa: Portugal-Brasil, 1919? Em web.archive.org .
- Na conferência da Paz. 3 v. Rio de Janeiro: Villas Boas, 1919-20.
- Adiante!. Paris: Aillaud; Lisboa: Bertrand, 1919.
- Ramo de loiro: notícias em louvor. Paris: Aillaud; Lisboa: Bertrand, 1921.
- Rosário da ilusão.... Lisboa: Portugal-Brasil; Rio de Janeiro: Americana, 1921?
- Celebridades, desejo. Ed. póstuma. Rio de Janeiro: Centro Luso-Brasileiro Paulo Barreto, 1932.

## Academia Brasileira de Letras
Ocupou a cadeira 26 da Academia Brasileira de Letras, eleito em 7 de maio de 1910.

## Traduções
- Religions in Rio – Bilingual Edition (As Religiões no Rio), traduzido por Ana Lessa-Schmidt. Hanover, Conn.:New London Librarium, 2015. ISBN 978-0-9905899-8-3
- Vertiginous Life – Bilingual Edition (Vida Vertiginosa), traduzido por Ana Lessa-Schmidt. Hanover, Conn.:New London Librarium, 2017. ISBN 978-0-9905899-8-2